# Compagnie Électro-Mécanique

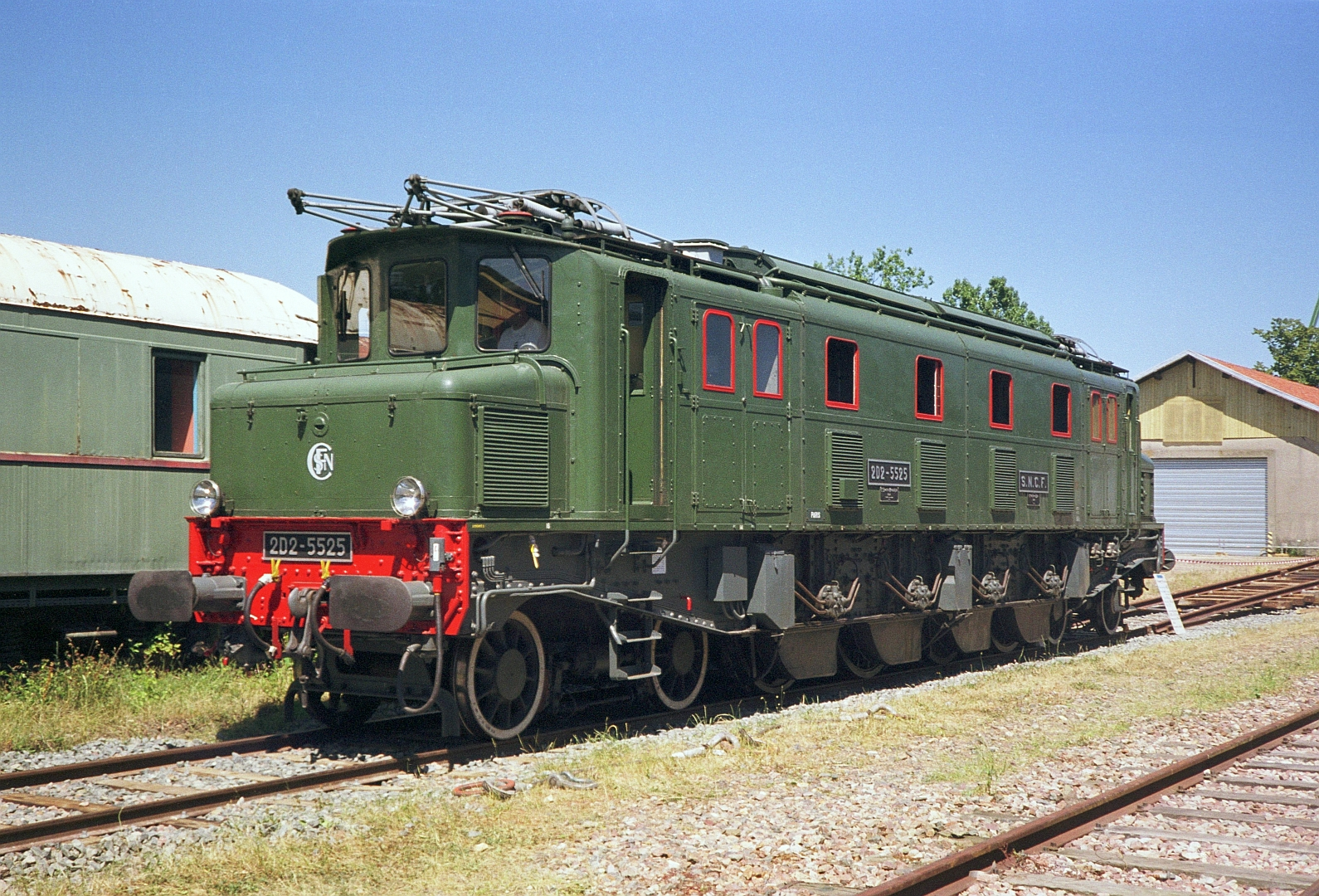
Von CEM gebaute Elektrolokomotive E 525 der Paris–Orleans-Bahn

Die Compagnie Électro-Mécanique (CEM) war eine 1895 gegründete französische Tochtergesellschaft des schweizerischen Elektrotechnikunternehmens Brown, Boveri & Cie. (BBC). Das Unternehmen betrieb Fabriken in Le Bourget, Lyon und Le Havre und wurde 1983 von Alstom übernommen.

## Geschichte
BBC gründet 1895 eine französische Tochtergesellschaft. 1911 übernahm diese die französische Tochtergesellschaft der Alioth, welche in Lyon eine Fabrik für Elektromotoren betrieb. Im Jahre 1920 wurde die französische Tochtergesellschaft von Westinghouse Electric übernommen. 1955 beteiligte sich CEM zusammen mit Petrier, Tissot & Raybaud an einem Gemeinschaftsunternehmen zum Bau von Niederspannungsgeräten unter dem Namen Petercem. Die Unternehmung wurde 1983 durch BBC übernommen. Nach dem Konkurs der General-Electric-Tochtergesellschaft in Frankreich im Jahre 1956 wurde diese unter der Verwaltung von Sécheron als Nouvelle Compagnie Générale d’Électricité de Nancy 1957 neu gegründet und 1967 von CEM übernommen. 1972 wurde die französische Tochtergesellschaft der ehemaligen Maschinenfabrik Oerlikon in die CEM integriert, 1973 die Compagnie industrielle de matériel de transport (CIMT) und 1976 der Transformatorhersteller Laborde & Kupfer. 1977 wurde die Dampfturbinen- und Großgeneratorenfabrik in Le Bourget an Alstom abgetreten, 1985 der Rest von CEM von Alstom übernommen.

## Produkte
Das Unternehmen war in einem weiten Bereich der Elektrotechnik tätig. Die Hauptprodukte waren Gleichstrom- und Wechselstrommotoren, Generatoren, Dampfturbinen, Transformatoren und elektrische Ausrüstungen für Elektro- und Diesellokomotiven, Oberleitungsbusse sowie Haushaltgeräte.